# Anders Näslund (skådespelare)
Anders Näslund, född 1952, är en svensk skådespelare.

## Filmografi
- 1987 – Goda grannar
- 1988 – Kråsnålen
- 1988 – Venus 90
- 1990 – Honungsvargar

## Teater

### Roller (ej komplett)
| År   | Roll | Produktion                                   | Regi             | Teater        |
| ---- | ---- | -------------------------------------------- | ---------------- | ------------- |
| 1985 |      | Klassfiende (Class Enemy) Nigel Williams     | Magnus Bergquist | Riksteatern   |
| 1987 |      | Herr Cheval och hans stenar Ingegerd Monthan | Jindra Puhony    | Pistolteatern |